# Вибивала (фільм)
«Вибивала» (англ. Bruiser) — американо-французький трилер 2000 року.

## Сюжет
Генрі Крідлоу працює в популярному чоловічому журналі «Bruiser». Дружина Джанін зраджує йому з його ж начальником Майлсом. Найкращий друг Джеймс краде його капіталовкладення і розоряє його. Генрі постійно відвідують думки про те, як добре було б помститися всім цим людям, які завдають йому біль. І ось одного ранку Генрі прокидається і виявляє на своєму обличчі білу маску. Незабаром він приходить до висновку, що це захисна реакція його душі на ті приниження та образи, яким його піддавали близькі люди протягом життя. Генрі вирішує помститися всім своїм кривдникам.

## У ролях
| Актор            | Роль               |
| ---------------- | ------------------ |
| Джейсон Флемінг  | Генрі Крідлоу      |
| Петер Стормаре   | Майлс Стайлс       |
| Леслі Гоуп       | Розмарі Ньюлі      |
| Ніна Гарбірас    | Джанін Крідлоу     |
| Ендрю Тарбет     | Джеймс Ларсон      |
| Том Аткінс       | детектив Макклірі  |
| Джонатан Гіггінс | детектив Раковськи |
| Джефф Монаган    | Том Бертрам        |
| Марі Круз        | Номер Дев'ять      |
| Беатріс Писано   | Кеті Салдано       |